# Byrnstan
Byrnstan ou Beornstan est un prélat anglais mort le 1er novembre 934. Il est évêque de Winchester de 931 à sa mort.

## Biographie
Byrnstan est mentionné pour la première fois en 924, peu après l'avènement du roi Æthelstan, comme témoin d'une manumission par laquelle ce dernier affranchit un esclave nommé Eadhelm. Il appartient à la cour du roi, célèbre la messe pour lui et assure probablement l'intendance de sa collection de reliques avec Ælfheah.
Byrnstan est choisi pour succéder à Frithestan comme évêque de Winchester. Il est possible qu'Æthelstan ait souhaité placer un de ses proches à la tête de ce diocèse, après avoir entretenu des relations difficiles avec Frithestan. Le nouvel évêque est sacré le 29 mai 931. De ses trois années d'épiscopat ne subsistent que sa présence sur quelques chartes. Il meurt le 1er novembre 934, et est vraisemblablement inhumé en la cathédrale Old Minster de Winchester. Ælfheah est choisi pour lui succéder.

## Postérité
Dans sa Gesta Pontificum Anglorum, rédigée au XIIe siècle, Guillaume de Malmesbury présente Byrnstan comme un modèle de piété, célébrant quotidiennement la messe pour les morts et lavant les pieds des pauvres. Il serait mort en prière. Son culte (fête le 4 novembre) aurait été initié par son successeur Æthelwold (963-984) à la suite d'une apparition : Byrnstan l'aurait visité avec Birinus et Swithun pour se plaindre qu'il recevait le même traitement qu'eux au ciel, mais pas sur terre. Néanmoins, il n'a jamais été un saint très vénéré.